# Équipe des Pays-Bas de football au Championnat d'Europe 2008
Cet article relate le parcours de l’équipe des Pays-Bas de football lors du championnat d'Europe de football 2008 qui a eu lieu du 7 au 29 juin 2008 en Autriche et en Suisse.

## Préparation
- Pays-Bas- Ukraine : 3-0
- Pays-Bas- Danemark : 1-1
- Pays-Bas- Pays de Galles : 2-0

## Effectif
Liste des 23 joueurs sélectionnés pour l'Euro 2008.
| Numéro / Nom       | Numéro / Nom               | Équipe actuelle     | Date de naissance | J.              | Buts            |                 |                 |                 |
| Gardiens de but    | Gardiens de but            | Gardiens de but     | Gardiens de but   | Gardiens de but | Gardiens de but | Gardiens de but | Gardiens de but | Gardiens de but |
| ------------------ | -------------------------- | ------------------- | ----------------- | --------------- | --------------- | --------------- | --------------- | --------------- |
| 1                  | Edwin van der Sar          | Manchester United   | 29.10.1970        | 2               | 0               | 0               | 0               | 0               |
| 16                 | Maarten Stekelenburg       | Ajax Amsterdam      | 22.09.1982        | 0               | 0               | 0               | 0               | 0               |
| 13                 | Henk Timmer                | Feyenoord Rotterdam | 31.12.1971        | 0               | 0               | 0               | 0               | 0               |
| Défenseurs         |                            |                     |                   |                 |                 |                 |                 |                 |
| 2                  | André Ooijer               | Blackburn Rovers    | 11.07.1974        | 2               | 0               | 1               | 0               | 0               |
| 3                  | John Heitinga              | Ajax Amsterdam      | 15.11.1983        | 1               | 0               | 0               | 0               | 0               |
| 4                  | Joris Mathijsen            | Hambourg SV         | 05.04.1980        | 2               | 0               | 0               | 0               | 0               |
| 5                  | Giovanni van Bronckhorst   | Feyenoord Rotterdam | 05.02.1975        | 2               | 1               | 0               | 0               | 0               |
| 12                 | Mario Melchiot             | Wigan Athletic      | 04.11.1976        | 0               | 0               | 0               | 0               | 0               |
| 14                 | Wilfred Bouma              | Aston Villa         | 15.06.1978        | 1               | 0               | 0               | 0               | 0               |
| 15                 | Tim de Cler                | Feyenoord Rotterdam | 08.11.1978        | 0               | 0               | 0               | 0               | 0               |
| 21                 | Khalid Boulahrouz          | FC Séville          | 28.12.1981        | 2               | 0               | 0               | 0               | 0               |
| Milieux de Terrain |                            |                     |                   |                 |                 |                 |                 |                 |
| 6                  | Demy de Zeeuw              | AZ Alkmaar          | 26.03.1983        | 0               | 0               | 0               | 0               | 0               |
| 8                  | Orlando Engelaar           | FC Twente           | 24.08.1979        | 2               | 0               | 0               | 0               | 0               |
| 10                 | Wesley Sneijder            | Real Madrid         | 09.06.1984        | 2               | 2               | 0               | 0               | 0               |
| 17                 | Nigel de Jong              | Hambourg SV         | 30.11.1984        | 2               | 0               | 1               | 0               | 0               |
| 20                 | Ibrahim Afellay            | PSV Eindhoven       | 02.04.1986        | 1               | 0               | 0               | 0               | 0               |
| 23                 | Rafael van der Vaart       | Hambourg SV         | 11.02.1983        | 2               | 0               | 0               | 0               | 0               |
| Attaquants         |                            |                     |                   |                 |                 |                 |                 |                 |
| 19                 | Klaas-Jan Huntelaar        | Ajax Amsterdam      | 12.08.1983        | 1               | 1               | 0               | 0               | 0               |
| 18                 | Dirk Kuyt                  | Liverpool FC        | 22.08.1980        | 2               | 1               | 0               | 0               | 0               |
| 9                  | Ruud van Nistelrooy        | Real Madrid         | 01.07.1976        | 2               | 1               | 0               | 0               | 0               |
| 7                  | Robin van Persie           | Arsenal             | 06.08.1983        | 3               | 2               | 0               | 0               | 0               |
| 11                 | Arjen Robben               | Real Madrid         | 23.01.1984        | 2               | 1               | 0               | 0               | 0               |
| 22                 | Jan Vennegoor of Hesselink | Celtic Glasgow      | 07.11.1978        | 0               | 0               | 0               | 0               | 0               |
| Sélectionneur      |                            |                     |                   |                 |                 |                 |                 |                 |
|                    | Marco van Basten           |                     | 31.10.1964        |                 |                 |                 |                 |                 |

## Résultats

### Premier tour: groupe C
| Date         | Équipe 1 | Équipe 2 | Résultat | Buteurs                                                                   |
| 9 juin 2008  | Pays-Bas | Italie   | 3 - 0    | Van Nistelrooy (26e) , Sneijder (31e), Van Bronckhorst (81e)              |
| 13 juin 2008 | Pays-Bas | France   | 4 - 1    | Kuyt (10e), Van Persie (60e), Robben (72e), Sneijder (90e) \| Henry (71e) |
| 17 juin 2008 | Pays-Bas | Roumanie | 2 - 0    | Huntelaar (54e), Van Persie (87e)                                         |

### Quart de finale
| Date         | Équipe 1 | Équipe 2 | Résultat    | Buteurs                                                                          |
| 21 juin 2008 | Pays-Bas | Russie   | 1 - 3 (a.p) | Van Nistelrooy (86e) \| Pavlyoutchenko (55e), Torbinsky (112e), Archavine (116e) |

Versée dans le groupe de la mort avec les deux finalistes de la dernière Coupe du monde (France et Italie) et la Roumanie, équipe qui a terminé devant les Néerlandais lors de la phase de la qualification, l'équipe néerlandaise ne fera qu'une bouchée de ses trois adversaires. 3-0 d'abord contre l'Italie, à la suite d'un but litigieux inscrit par Ruud van Nistelrooy, et deux autres signés l'étincelant Wesley Sneijder et Giovanni van Bronckhorst, tous deux servis par Dirk Kuyt. Contre la France, Dirk Kuyt ouvre le score et Robin van Persie double la mise. Malgré la réduction du score de Thierry Henry, les Pays-Bas trouvent les ressources nécessaires pour en inscrire deux de plus, signés Arjen Robben et Wesley Sneijder (une fois de plus, score final 4-1). Elle s'impose ensuite contre la Roumanie 2-0 et termine première de son groupe, avec neuf points sur neuf, neuf buts marqués pour un seul encaissé.
Les Pays-Bas font donc logiquement partie des favoris pour la victoire finale, et semblent bien partis pour disputer une demi-finale de rêve contre l'Espagne, autre équipe qui a survolé son groupe en pratiquant un football châtoyant. Mais en quarts de finale, à Bâle contre la Russie, deuxième du groupe D, les Néerlandais subissent le jeu russe et encaissent en début de seconde période, but de Roman Pavlyuchenko. Ruud van Nistelrooy égalisera à quatre minutes de la fin pour arracher la prolongation, mais c'est la Russie qui sera la plus forte à ce petit jeu là. Elle inscrit deux buts signés Dmitri Torbinsky et Andreï Archavine et son tournoi se termine malheureusement à ce stade de la compétition, tout profit pour la Russie, qui se qualifie pour la demi-finale.